# Cyril Nelson Barclay
Cyril Nelson Barclay, britanski general, * 1896, † 1979.